# Cathédrale de Silves
La cathédrale de Silves est une cathédrale catholique portugaise située dans la région de l'Algarve, plus précisément dans la ville de Silves.

## Historique
La construction de la cathédrale de Silves, Sé de Silves, a commencé au XIIIe siècle sur le site de la mosquée maure. Elle a été transformée au XVe siècle dans le style gothique, et a été reconstruite après le tremblement de terre de 1755 dans le style baroque. 
Le roi Jean II de Portugal a été enterré dans la cathédrale en 1495.
Du style gothique, il reste l'entrée, les colonnes de granit rose, les voûtes et les gargouilles. Elle a un plan de croix latine avec une nef haute de 18 mètres.

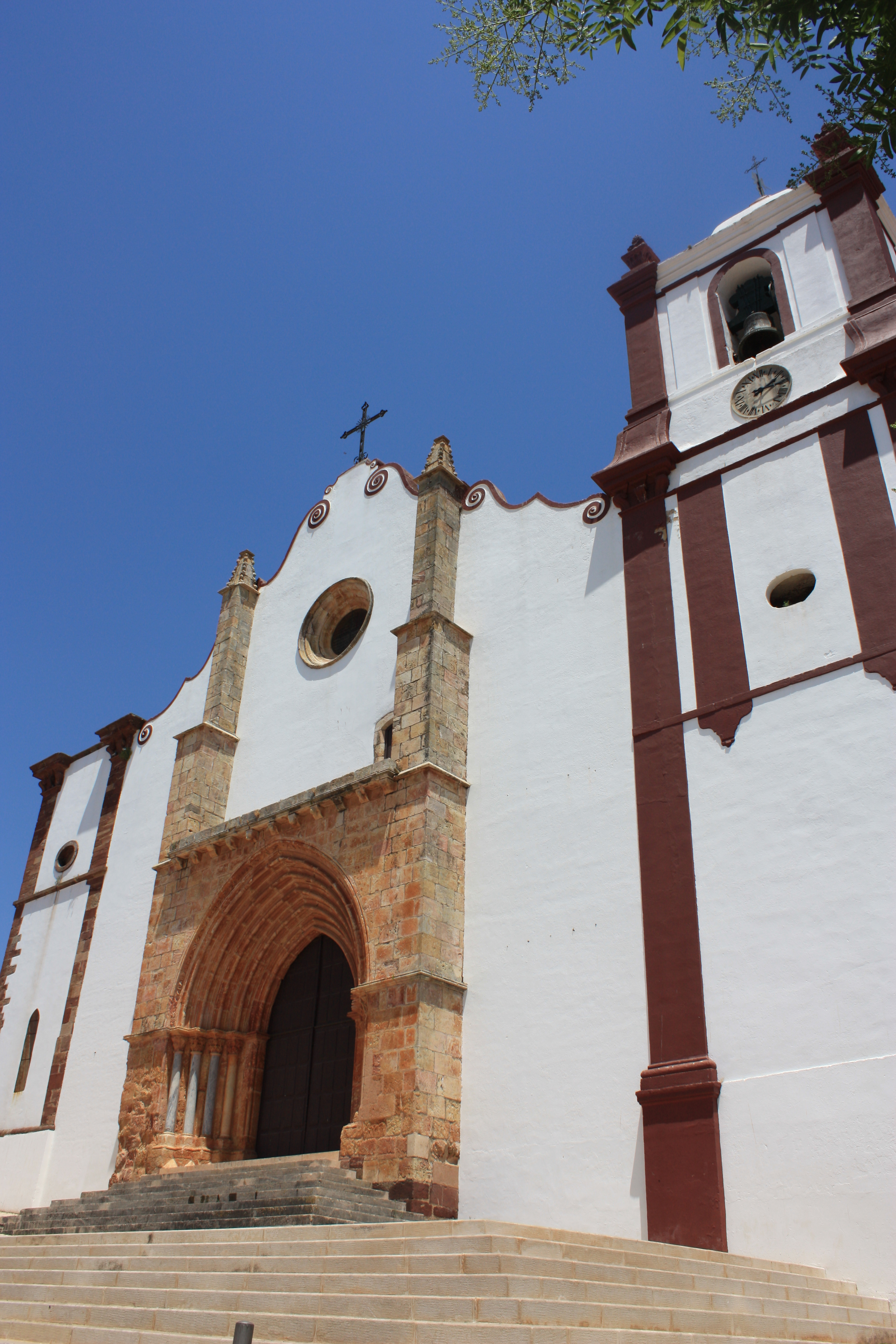
Cathédrale